# Lágrimas en la lluvia (programa de televisión)
Lágrimas en la lluvia fue un programa de televisión español de cine y debate, moderado por Juan Manuel de Prada, que se emitió en Intereconomía Televisión entre 2010 y 2013.
Tomó su nombre de un monólogo de la película Blade Runner, una de las preferidas de Juan Manuel Prada, en la que se menciona la expresión «lágrimas en la lluvia». 
Su formato se inspiraba en el programa La clave de José Luis Balbín, emitiendo en la primera parte del programa una película relacionada con el tema sobre el que trataba el programa, y desarrollando en la segunda el debate entre los invitados.
Estuvo copresentado por la periodista María Cárcaba, con la que Prada contrajo matrimonio en 2011. Entre sus tertulianos se encuentran varios sacerdotes, como el padre Manuel Carreira, S.J., y José Antonio Sayés, e intelectuales católicos como los catedráticos Miguel Ayusoy José Miguel Gambra. También fueron asiduos contertulios los historiadores Javier Paredes y Fernando García de Cortázar, y el politólogo Antonio García-Trevijano, crítico con el sistema «partitocrático».